# 姚體備
姚體備（1816年—1862年），字誠叔，號萬子，山東鉅野縣人。清朝政治人物。

## 生平
道光二十七年（1847年）丁未科進士。官江西知府。咸豐十年（1860年），入安徽曾國藩幕，署理徽池太廣道員，并襄辦營務。同治元年（1862年）染病卒。

## 家族
姚體備家族鉅野姚氏是當地名門望族，科名很盛。

## 著作
姚體備工詩。《曹州歷代詩詞選注》收錄其詩一首。
- 《貧女》

翠袖端然聳鬢鴉，空山零落美人家。
秋深擊絮淘寒水，春去關門摘菜花。
養母親將廚米數，驕人聽把嫁衣夸。
少時也解絲弦理，燈火宵深隻績麻。